# ともだち、なんだもん!―コウモリのステラルーナの話
『ともだち、なんだもん!―コウモリのステラルーナの話』（ともだち、なんだもん!―コウモリのステラルーナのはなし、原題：Stellaluna）は、ジャネル・キャノンによる子供向けの絵本。1994年にChrysalis Children's Booksから発行され、2006年6月時点で続編はない。日本語訳版は今江祥智と遠藤育枝の訳でブックローン出版から発売。ステラルーナという名のメスのオオコウモリと小鳥達との間の友情物語である。1994年ABBY賞受賞。
日本語版：ISBN 4892388548、原語（英語）版：ISBN 0152802177

## アニメ化
アメリカ合衆国のScholastic Entertainment, Incにより、William R. Kowalchuk監督で2002年にビデオアニメ化された。このアニメでは新キャラクターが加えられ、ストーリー内容が新たに追加されている。
日本語版は2005年5月NHK教育により『ともだちなんだもん！～コウモリのステラルーナ～』の題で放送された。
キャスト
- ステラルーナ - キアラ・ザニ / 日本語吹替 - こおろぎさとみ
- フラップ - ブリタニー・モルドワン / 日本語吹替 - 竹内順子
- ピップ - エリック・ポスピシル、マシュー・プライアー / 日本語吹替 - 斎藤千和
- フリッター - キアラ・ザニ / 日本語吹替 - 金田朋子

## あらすじ
赤ちゃんコウモリステラルーナはフクロウに襲われ母親とはぐれて森の中へ落ちる。丁度鳥の巣へ落ちて助かるも、以後鳥としての生活に適応させられる。小鳥達との違いに苦労を感じながらも成長し、すっかり自分を鳥だと思うようになったステラルーナはオオコウモリ達と出会い自分がオオコウモリであることを知る。そして母親と再会しフクロウとしての生き方を取り戻した。今度は一緒に育った小鳥達にコウモリの生活を教えてみるとやはりうまくいかない。しかしステラルーナと小鳥達とは違いを認め合って仲良しである。

## 他のメディアでの引用
映画『アイ・アム・サム』で知的障害者の父を持つ娘が学校の宿題で読んだ本である。